# TV유치원
《TV유치원》은 매주 월요일 ~ 목요일 아침 7시 ~ 7시 30분에 KBS 2TV에서 방송중인 한국방송공사의 유아 교육 프로그램으로 뽀뽀뽀와 딩동댕 딩동댕과 함께 장수한 어린이 프로그램이다.

## 프로그램 정보
대한민국 최고의 어린이 교육 버라이어티, TV유치원
어린이들의 사랑을 한 몸에 받는 유튜브 스타 헤이지니와 럭키강이
그리고 귀여운 꼬야와 삐아, 빵야를 만나볼 수 있어요.
TV유치원은 40년 동안 이어 온 어린이 교육 노하우를 바탕으로
믿고 볼 수 있는 유기농 어린이 콘텐츠를 만들고 있어요.
교육과 재미, 아이와 어른 모두를 아우르는 TV유치원을 소개합니다♥

## 방송 시간
- 공휴일은 방송되지 않음

| 방송 채널 | 방송 기간                           | 방송 시간                             | 비고      |
| --------- | ----------------------------------- | ------------------------------------- | --------- |
| KBS 1TV   | 1987년 3월 2일 ~ 1987년 10월 9일    | 매주 월요일 ~ 토요일 오전 9:00 ~ 9:25 | 확대 편성 |
| KBS 1TV   | 1987년 10월 12일 ~ 1991년 5월 18일  | 매주 월요일 ~ 토요일 오전 8:05 ~ 8:30 | 확대 편성 |
| KBS 1TV   | 1991년 5월 20일 ~ 1996년 10월 12일  | 매주 월요일 ~ 토요일 오전 8:00 ~ 8:20 | 확대 편성 |
| KBS 1TV   | 1996년 10월 14일 ~ 1999년 10월 16일 | 매주 월요일 ~ 토요일 오전 7:50 ~ 8:10 | 확대 편성 |
| KBS 1TV   | 1999년 10월 18일 ~ 2005년 7월 2일   | 매주 월요일 ~ 토요일 오전 7:45 ~ 8:05 | 확대 편성 |
| KBS 1TV   | 2005년 7월 4일 ~ 2007년 4월 27일    | 매주 평일 오전 7:45 ~ 8:05            | 확대 편성 |
| KBS 1TV   | 2009년 4월 20일 ~ 2010년 5월 6일    | 매주 월요일 ~ 목요일 오후 4:40 ~ 5:00 | 확대 편성 |
| KBS 2TV   | 1982년 9월 20일 ~ 1983년 9월 3일    | 매주 월요일 ~ 토요일 오전 9:00 ~ 9:30 | 확대 편성 |
| KBS 2TV   | 1983년 9월 5일 ~ 1983년 10월 29일   | 매주 월요일 ~ 토요일 오전 8:45 ~ 9:15 | 확대 편성 |
| KBS 2TV   | 1983년 10월 31일 ~ 1984년 10월 26일 | 매주 평일 오전 8:20 ~ 8:45            | 확대 편성 |
| KBS 2TV   | 1984년 10월 29일 ~ 1984년 12월 28일 | 매주 평일 오전 8:55 ~ 9:15            | 확대 편성 |
| KBS 2TV   | 1985년 1월 2일 ~ 1985년 1월 3일     | 매주 수요일 ~ 목요일 오전 8:20 ~ 8:45 | 확대 편성 |
| KBS 2TV   | 1985년 1월 4일 ~ 1985년 2월 22일    | 매주 평일 오전 8:55 ~ 9:15            | 확대 편성 |
| KBS 2TV   | 1985년 2월 23일 ~ 1985년 4월 20일   | 매주 월요일 ~ 토요일 오전 8:45 ~ 9:15 | 확대 편성 |
| KBS 2TV   | 1985년 4월 22일 ~ 1985년 11월 2일   | 매주 월요일 ~ 토요일 오전 7:30 ~ 8:00 | 확대 편성 |
| KBS 2TV   | 1985년 11월 5일 ~ 1986년 9월 5일    | 매주 월요일 ~ 토요일 오전 8:40 ~ 9:00 | 확대 편성 |
| KBS 2TV   | 1986년 9월 9일 ~ 1986년 11월 1일    | 매주 월요일 ~ 토요일 오전 8:15 ~ 8:35 | 확대 편성 |
| KBS 2TV   | 1986년 11월 3일 ~ 1987년 2월 28일   | 매주 월요일 ~ 토요일 오전 7:35 ~ 8:00 | 확대 편성 |
| KBS 2TV   | 2007년 4월 30일 ~ 2007년 11월 2일   | 매주 평일 오후 4:40 ~ 5:30            | 확대 편성 |
| KBS 2TV   | 2007년 11월 5일 ~ 2009년 4월 17일   | 매주 월요일 ~ 수요일 오후 5:00 ~ 5:30 | 확대 편성 |
| KBS 2TV   | 2010년 5월 10일 ~ 2010년 12월 31일  | 매주 평일 오후 4:00 ~ 4:30            | 확대 편성 |
| KBS 2TV   | 2011년 1월 3일 ~ 2011년 11월 4일    | 매주 월요일 ~ 목요일 오후 4:00 ~ 4:30 | 확대 편성 |
| KBS 2TV   | 2011년 1월 3일 ~ 2011년 11월 4일    | 매주 금요일 오후 3:30 ~ 4:00          | 확대 편성 |
| KBS 2TV   | 2011년 11월 7일 ~ 2012년 2월 24일   | 매주 평일 오후 4:00 ~ 4:30            | 확대 편성 |
| KBS 2TV   | 2012년 2월 27일 ~ 2012년 12월 28일  | 매주 월요일 ~ 목요일 오후 4:30 ~ 5:00 | 확대 편성 |
| KBS 2TV   | 2012년 2월 27일 ~ 2012년 12월 28일  | 매주 금요일 오후 3:30 ~ 4:00          | 확대 편성 |
| KBS 2TV   | 2013년 1월 2일 ~ 2013년 10월 17일   | 매주 월요일 ~ 목요일 오후 4:30 ~ 5:00 | 확대 편성 |
| KBS 2TV   | 2013년 10월 21일 ~ 2014년 9월 18일  | 매주 월요일 ~ 목요일 오후 3:45 ~ 4:15 | 확대 편성 |
| KBS 2TV   | 2014년 10월 6일 ~ 2014년 12월 30일  | 매주 월요일 ~ 목요일 오후 4:00 ~ 4:30 | 확대 편성 |
| KBS 2TV   | 2015년 1월 5일 ~ 2015년 8월 13일    | 매주 월요일 ~ 목요일 오후 4:45 ~ 5:15 | 확대 편성 |
| KBS 2TV   | 2015년 8월 17일 ~ 2016년 4월 21일   | 매주 월요일 ~ 목요일 오후 4:00 ~ 4:30 | 확대 편성 |
| KBS 2TV   | 2016년 4월 25일 ~ 2024년 2월 1일    | 매주 월요일 ~ 목요일 오후 3:30 ~ 4:00 | 확대 편성 |
| KBS 2TV   | 2024년 2월 5일 ~ 2024년 2월 15일    | 매주 월요일 ~ 목요일 오전 7:30 ~ 8:00 | 확대 편성 |
| KBS 2TV   | 2024년 2월 19일 ~ 현재              | 매주 월요일 ~ 목요일 오전 7:00 ~ 7:30 | 확대 편성 |

## 구성

### 월요일
- TV유치원 체조-깡깡총
- 한글이 쑥쑥
- 다른그림 찾기
- 팡팡!과학마법사
- TV유치원 체조-모두 함께 똥똥똥

### 화요일
- TV유치원 체조-일어나
- 뿌지직 똥탐정
- 에그박사의 동물도감
- 위기탈출 꾹
- TV유치원 체조-모두 함께 똥똥똥

### 수요일
- TV유치원 체조-깡깡총
- 꾹이랑 부릉부릉 씽씽
- 삐뽀삐뽀 몸속탐험
- Poopoo in Nature

### 목요일
- TV유치원 체조-일어나
- 샘과 밴틀리의 톡톡톡
- 조물조물 지니랑 만들기
- 왜요왜요 만두와 세계여행
- TV유치원 체조-모두 함께 똥똥똥

## 역대 구성
- 뭘까 뭘까 빵야의 선물
- 미술놀이 다다다
- 엄마랑 동화랑
- 호기심 대장 밀리
- 출동 우주탐험대 스페이스 레이서
- 캐리의 냠냠밥상
- 핑과 퐁
- 손놀이
- 색깔배우기
- 꼬꼬마 텔레토비
- 꼬야랑 할거야
- 클레이 쏭쏭
- 춤춤춤
- 어린이뉴스 뚜뚜
- 토마스와 친구들
- 온택트 동물원
- 액션 잉글리시
- 트니트니 지지맨
- 안녕 아기새
- 출동!슈퍼강이
- 지니의 쫑알쫑알 말놀이
- 꼬야식당
- 하얀 꼬마토끼 쁘띠
- 꼬야랑 숨은그림찾기
- 바나나차차
- 오!소리 탐험대
- 어푸어푸 대모험
- 클레이 날날날
- 지니의 한글놀이
- 헤이지니의 아기는 어떻게 생길까?
- 뽀득뽀득 손씻기
- 빠빠랑 책이랑
- 언니는 살아있다(노래)
- 흔한남매의 커먼잉글리시
- 색색깔깔 놀이터
- 세상의 모든 똥
- 직업탐험 바쁘다 바빠
- 출동! 슈퍼강이 지구를 지켜라!
- 삐아삐아 어디가?!
- 냠냠수학
- 샘과 밴틀리의 냠냠냠
- 쏙쏙 속담편지(박소현 아나운서)
- 위키와 위기탈출
- 바쁘다 바빠 옐만세

### 역대 하나 언니
- 제1대 신혜원(1982년 ~ 1984년)
- 제2대 박희부(1984년 ~ 1985년)
- 제3대 윤영미(1985년 ~ 1986년)
- 제4대 권금상(1986년)
- 제5대 정연진(1986년)
- 제6대 윤영미(1987년)
- 제7대 박설희(1987년 ~ 1989년)
- 제8대 오영실(1989년 6월 ~ 1991년 5월)
- 제9대 이향진(1991년 5월 ~ 1992년 3월)
- 제10대 김지은(1992년 3월 ~ 7월)
- 제11대 유선애(1992년 7월 ~ 1996년 4월)
- 제12대 홍예진(1996년 5월 ~ 11월)
- 제13대 이현경(1996년 11월 ~ 1997년 10월)
- 제14대 정세원(1997년 10월 ~ 11월)
- 제15대 이영주(1997년 11월 ~ 1998년 6월)
- 제16대 이매리(1998년 6월 ~ 10월)
- 제17대 최은주(1998년 10월 ~ 1999년 4월)
- 제18대 이인혜(1999년 4월 ~ 2000년 4월)
- 제19대 최은주(2000년 4월 ~ 2001년 4월)
- 제20대 한희(2001년 4월 ~ 2004년)
- 제21대 김수연[2](2004년 ~ 2005년)
- 제22대 주소영(2005년 10월 ~ 2006년 12월)

### 역대 파니파니
- 리아[3](2007년 1월 2일 ~ 2008년 8월 26일) : 윙키
- 권재환(2007년 1월 2일 ~ 2008년 3월 28일) : 팜팜
- 오나라(2007년 1월 2일 ~ 2010년 11월 2일) : 샤랑
- 노우진(2008년 3월 31일 ~ 2009년 1월 2일) : 팜팜
- 송다원(2008년 9월 9일 ~ 2009년 6월 25일) : 윙키
- 이은샘(2009년 6월 29일 ~ 2014년 1월 2일) : 윙키
- 문용현(2009년 1월 5일 ~ 2014년 1월 2일) : 팜팜
- 윤초원(2010년 11월 3일 ~ 2014년 1월 2일) : 샤랑

### 역대 인형
- 이크, 에크 (2006년 11월 20일 ~ 2010년 2월 25일)
- 해바바, 또나 (2010년 3월 1일 ~ 2014년 1월 2일)
- 누니콩, 와구콩, 티나콩 (2014년 1월 6일 ~ 2015년 7월 30일)
- 삐아, 빵야 (2015년 7월 27일 ~ 현재)
- 꼬야 (2017년 6월 19일 ~ 현재)

### 그 외 인물
- 김지원 前 아나운서 (2015년 1월 5일 ~ 2015년 3월 30일) (콩나 언니)
- 헤이지니 (강혜진)
- 럭키강이 (강민석)
- 정성호
- 장다운, 한으뜸 (2019년 8월 8일 ~ 현재) (흔한남매)
- 어수지, 어수아, 어민준 (2019년 5월 19일 ~ 현재) (뚜지, 뚜아, 뚜빠)
- 꾹TV
- 샘해밍턴, 벤틀리 해밍턴

## 시청률
1980년대와 1990년대 초중반까지 높은 시청률과 인기를 누렸으나, 1990년대 중후반 이후 케이블 TV와 인터넷 가입자 수의 증가로 인해 시청률이 현저히 하락하였다. 이에 따라 시청률이 한 자릿수로 떨어지면서 최하위권에서 벗어나지 못하였다.
시청률 조사회사인 TNmS와 닐슨코리아에 따르면, 평일 시청률이 0%대에 머무르는 등 최하위로 집계되었다.

## 타이틀 변천사
| 기수 | 타이틀              | 방송 기간                         |
| ---- | ------------------- | --------------------------------- |
| 1기  | TV유치원 하나 둘 셋 | 1982년 9월 20일 ~ 2007년 4월 27일 |
| 2기  | TV유치원 파니파니   | 2007년 4월 30일 ~ 2014년 1월 2일  |
| 3기  | TV유치원 콩다콩     | 2014년 1월 6일 ~ 2015년 7월 23일  |
| 4기  | TV유치원            | 2015년 7월 27일 ~ 현재            |